# Драххаузен
Драххаузен или Го́хоза (нем. Drachhausen; н.-луж. Hochoza) — коммуна в Германии, в земле Бранденбург.
Входит в состав района Шпре-Найсе. Подчиняется управлению Пайц. Занимает площадь 38,37 км².

## Населённые пункты
- Ауэ (Гугон)
- Дорф (Вяс)
- Занд (Пески)
- Хайде (Подгола)

## Население
Население составляет 843 человека (на 31 декабря 2010 года).
Входит в состав культурно-территориальной автономии «Лужицкая поселенческая область», на территории которой действуют законодательные акты земель Саксонии и Бранденбурга, содействующие сохранению лужицких языков и культуры лужичан. Официальным языком в населённом пункте, помимо немецкого, является лужицкий.
| Год  | Население |
| ---- | --------- |
| 2005 | 840       |
| 2010 | 836       |

| Год  | Численность | Численность |
| ---- | ----------- | ----------- |
| 2014 | 838         | [ 4 ]       |
| 2017 | 800         | [ 5 ] [ 6 ] |
| 2019 | 804         | [ 7 ]       |
| 2021 | 779         | [ 8 ]       |
| 2022 | 754         | [ 9 ]       |
| 2023 | 746         | [ 1 ]       |